# Expedition 37

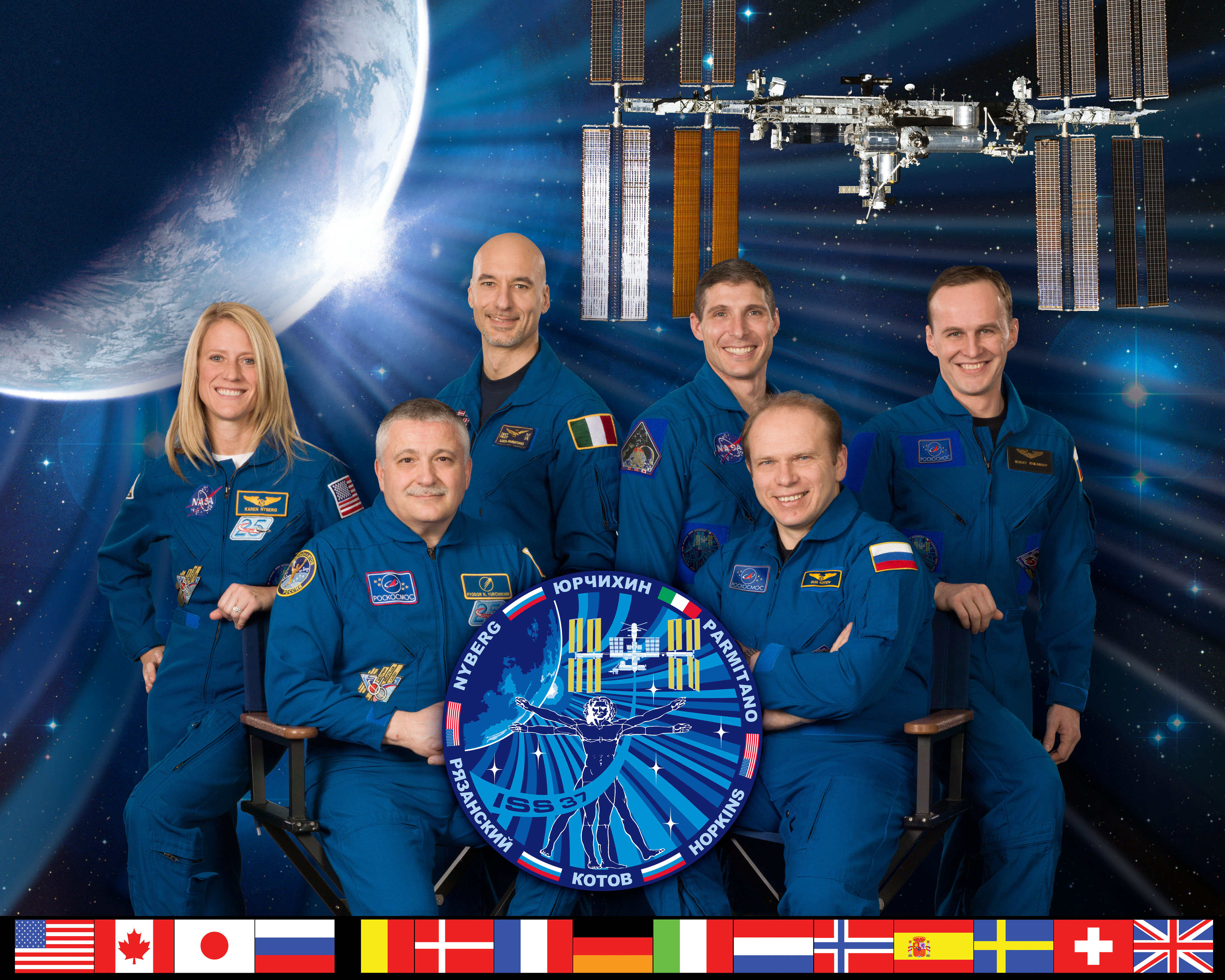
Expedition 37 besättning.

Expedition 37 var den 37:e expeditionen till Internationella rymdstationen (ISS). Expeditionen började den 10 september 2013 då delar av Expedition 36s besättning återvände till jorden med Sojuz TMA-08M.
Oleg Kotov, Sergej Rjazanskij och Michael S. Hopkins anlände till stationen med Sojuz TMA-10M den 26 september 2013.
Expeditionen avslutades den 10 november 2013 då Karen L. Nyberg, Fjodor Jurtjichin och Luca Parmitano återvände till jorden med Sojuz TMA-09M.

## Besättning
| Position       | Första delen (10 - 26 september 2013)       | Andra delen (26 september - 10 november 2013) |
| -------------- | ------------------------------------------- | --------------------------------------------- |
| Befälhavare    | Fjodor Jurtjichin, RSA Hans fjärde rymdfärd | Fjodor Jurtjichin, RSA Hans fjärde rymdfärd   |
| Flygingenjör 1 | Karen L. Nyberg, NASA Hennes andra rymdfärd | Karen L. Nyberg, NASA Hennes andra rymdfärd   |
| Flygingenjör 2 | Luca Parmitano, ESA Hans första rymdfärd    | Luca Parmitano, ESA Hans första rymdfärd      |
| Flygingenjör 3 |                                             | Oleg Kotov, RSA Hans tredje rymdfärd          |
| Flygingenjör 4 |                                             | Sergej Rjazanskij, RSA Hans första rymdfärd   |
| Flygingenjör 5 |                                             | Michael S. Hopkins, NASA Hans första rymdfärd |